# Karakasa
Una línea karakasa, en análisis técnico de tipo gráfico de velas, corresponde a un tipo de sesión o jornada bursátil (en realidad de cualquier mercado financiero, no sólo bolsa, como bonos, materias primas o divisas) en la cual el cuerpo real (diferencia entre la apertura y el cierre) es relativamente pequeño en comparación con las sombras. La sombra superior es corta, pero la sombra inferior es alargada, por lo que adquiere la forma de un karakasa, típico paraguas de papel japonés.
Implicaciones: Por sí misma no significa nada, sino que depende de un contexto. Por ejemplo, un karakasa tras una tendencia bajista formaría una pauta de martillo (candlestick), pero una pauta karakasa tras una tendencia alcista formaría una pauta de hombre colgado (candlestick). Este es un excelente ejemplo de por qué hay que distinguir bien lo que es una línea o sesión de lo que es una pauta en sí misma.